# 城巴66線
新巴66線是香港島一條來往中環（交易廣場）和赤柱廣場和的巴士路線，只在星期一至五早上及傍晚提供服务。

## 歷史
路綫於1994年1月22日起投入服務，以配合馬坑邨第一期入伙。本線取代原有中巴豪華巴士261線（中環至舂磡角）的服務，故行車路線與261線大致相同。由於行車班次較城巴在同區路線為疏，加上中環往淺水灣不設雙向分段，由中環往淺水灣的乘客多會坐城巴。因此本線的客源主要是馬坑及舂磡角的居民，以及由淺水灣往中環的市民。隨著馬坑第2及第3期入伙，2000年2月28日起遷往位於赤柱廣場的馬坑新巴士總站；由於市民可以從新巴士總站步行前往赤柱市集，本線客量開始上升。 
本線在早上往中環及下午返回馬坑的班次編排，是與同樣往來馬坑至中環的262線，聯合提供8-15分一班的班次。本線在開辦後，直至新巴接辦初期，服務只提供到傍晚。其後，新巴於1999年6月19日起，延長尾車時間至晚上，並改為全空調服務，主要是與城巴61線晚間班次作競爭。不過，當時仍只提供平日服務，造成不少馬坑居民不滿，因為在假日，他們要乘服務時間較早收車的64線（已取消）出入。
當年中巴在馬坑往來中環的路線上，實施「平日一線，假日一線」的模式，令到往來馬坑、舂磡角至灣仔及中環的乘客，要在不同日子乘搭不同路線。當新巴取代中巴經營港島路線時，由於避免造成混亂，尚未立即作出改動，但隨著馬坑二期及龍德苑入伙，有不少居民投訴這種營運方式出現問題，在區議員及居民爭取之下，本線於2002年6月2日起，加設假日服務，與只於假日行走的64線，聯合提供10-20分一班的服務。
城巴被新巴母公司周大福收購後，由於城巴及新巴的赤柱及淺水灣路線出現重疊，為善用資源，新巴及城巴於2004年11月8日起重組赤柱區路線。本線由當日起加密班次，並與城巴 6X 線提供聯合班次。2008年11月3日起更改為每日早上至傍晚提供服務，晚間班次由城巴6號線繞經舂磡角及馬坑取代。2012年9月17日起進一步縮減至袛於星期一至五繁忙時間服務，在本路線日間不提供服務的時段，由城巴6號線繞經馬坑作替代。2013年3月18日起更進一步減班，下午時段由中環（交易廣場）開出的班次由13班減至11班；而由赤柱廣場開出的班次由12班減至11班。
2018年4月30日：增設實時抵站時間查詢服務。

## 服務時間（詳細班次）
星期一至五：
| 中環（交易廣場）開 | 中環（交易廣場）開 | 中環（交易廣場）開 | 中環（交易廣場）開 |
| ------------------ | ------------------ | ------------------ | ------------------ |
| 07:30              | 08:00              | 08:30              | 09:00              |
| 15:30              | 16:00              | 16:30              | 17:00              |
| 17:30              | 18:00              | 18:30              | 19:00              |
| 19:30              |                    |                    |                    |

| 赤柱廣場（馬坑）開 | 赤柱廣場（馬坑）開 | 赤柱廣場（馬坑）開 | 赤柱廣場（馬坑）開 | 赤柱廣場（馬坑）開 |
| ------------------ | ------------------ | ------------------ | ------------------ | ------------------ |
| 06:45              | 07:07              | 07:30              | 07:55              | 08:25              |
| 08:55              | 15:30              | 16:00              | 16:20              | 16:40              |
| 17:00              | 17:30              | 18:00              | 18:30              | 19:00              |
| 19:30              |                    |                    |                    |                    |

星期六、日及公眾假期不設服務

## 收費
全程：$10.6
- 淺水灣海灘往赤柱廣場：$6.4
- 淺水灣海灘往中環（交易廣場）：$7.0
- 皇大道東往中環（交易廣場）：$4.3

| - 本線設有12歲以下小童及65歲或以上長者半價優惠。 - 65歲或以上香港居民使用「樂悠咭」，以及12歲以下合資格殘疾兒童使用「殘疾人士身份」個人八達通繳付車資，均可享有每程$2.0或半價（以較低者為準）的票價優惠；12至64歲合資格殘疾人士使用「殘疾人士身份」個人八達通（包括「樂悠咭」），以及60至64歲香港居民使用「樂悠咭」繳付車資，均可享有每程$2.0或全費（以較低者為準）的票價優惠。 - 65歲或以上長者如使用長者或一般個人八達通繳付車資，則只可享有半價優惠；12至64歲合資格殘疾人士如不使用「殘疾人士身份」個人八達通，以及60至64歲人士如不使用「樂悠咭」繳付車資，必須繳付全費。 - 乘客可以現金或八達通於上車時付款，不設找續。 - 每位成人乘客可免費攜帶最多兩名4歲以下而不佔座位的兒童乘客乘車，超額之4歲以下小童必須繳付小童車費乘車。 - 九龍巴士、城巴及龍運巴士全職員工及家屬（不包括外判職員）可免費乘搭本路線，惟必須拍職員或職員家屬八達通。 - 乘客亦可使用AlipayHK「易乘碼」、支付寶、 WeChatHK／微信支付「搭車碼」、銀聯雲閃付「乘車碼」及BOC Pay「乘車碼」、具有感應式支付功能的VISA、Mastercard及銀聯卡，以及Apple Pay、Google Pay及Samsung Pay流動支付平台繳付車資。使用此支付方式的乘客可享有中途下車之分段收費，以及與其他城巴獨營路線或聯營線城巴班次之轉乘優惠，惟不適用於與非城巴路線之轉乘優惠。使用此支付方式的乘客亦不能享有「公共交通費用補貼計劃」及「長者及合資格殘疾人士公共交通票價優惠計劃」。 |

### 八達通轉乘優惠
乘客登上本線後指定時間內以同一張八達通卡轉乘以下路線，或從以下路線登車後指定時間內以同一張八達通卡轉乘本線，次程可獲$1折扣優惠：
66←→14，轉乘時限為180分鐘
- 66往馬坑 → 14往嘉亨灣
- 14往赤柱 → 66往中環

66←→15
- 66往中環 → 15往山頂，轉乘時限為120分鐘
- 15往中環 → 66往馬坑，轉乘時限為90分鐘

## 使用車輛
受司徒拔道路面狹窄影響，無法使用長過11米的巴士，本線主要用車為亞歷山大丹尼士Enviro 400 Euro V（38XX）。

## 行車路線
中環（交易廣場）開經：干諾道中、夏愨道、紅棉路支路、金鐘道、皇后大道東、司徒拔道、黃泥涌峽道、淺水灣道、赤柱峽道、舂磡角道、環角道及佳美道。
馬坑開經：佳美道、環角道、舂磡角道、赤柱峽道、淺水灣道、黃泥涌峽道、司徒拔道、皇后大道東、金鐘道、皇后大道中、畢打街、康樂廣場及港景街。

### 沿線車站

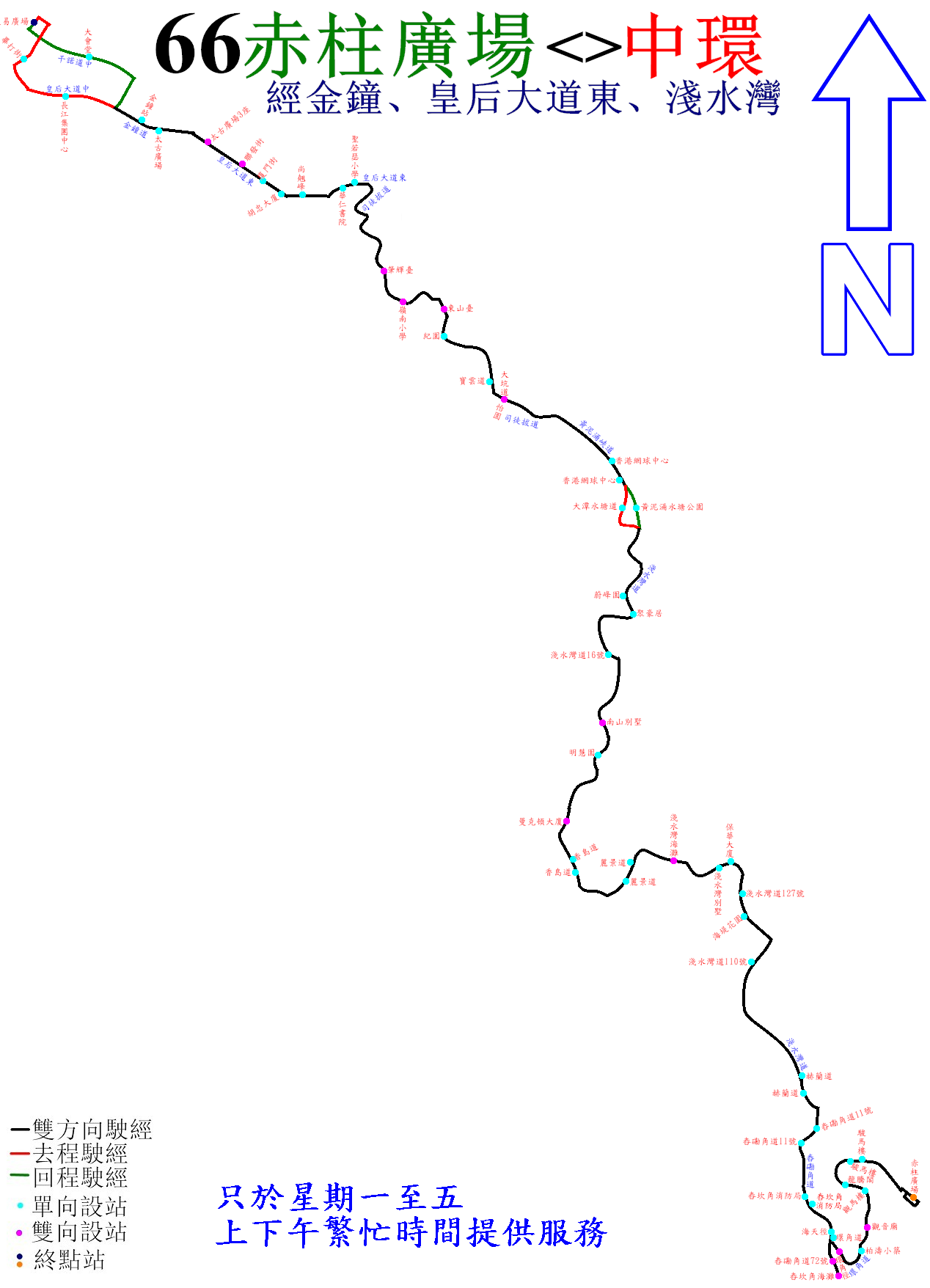
此線的走線圖

| 中環（交易廣場）開 | 中環（交易廣場）開 | 中環（交易廣場）開       | 赤柱廣場（馬坑）開 | 赤柱廣場（馬坑）開 | 赤柱廣場（馬坑）開   |
| 序號               | 車站名稱           | 位置                     | 序號               | 車站名稱           | 位置                 |
| ------------------ | ------------------ | ------------------------ | ------------------ | ------------------ | -------------------- |
| 1                  | 中環（交易廣場）   | 中環（交易廣場）巴士總站 | 1                  | 赤柱廣場           | 馬坑邨公共運輸交匯處 |
| 2                  | 大會堂             |                          | 2                  | 馬坑邨駿馬樓       | 環角道               |
| 3                  | 金鐘站             | 金鐘道                   | 3                  | 馬坑邨觀馬樓       | 環角道               |
| 4                  | 太古廣場三座       |                          | 4                  | 觀音廟             | 環角道               |
| 5                  | 聯發街             | 5                        | 柏濤小築           |                    | 環角道               |
| 6                  | 廈門街             | 6                        | 環角徑             |                    | 環角道               |
| 7                  | 尚翹峰             | 7                        | 舂坎角海灘         | 舂磡角道           |                      |
| 8                  | 聖若瑟小學         | 8                        | 舂磡角道72號       | 舂磡角道           |                      |
| 9                  | 肇輝臺             | 司徒拔道                 | 9                  | 舂磡角道           | 海天徑               |
| 10                 | 司徒拔道休憩處     | 司徒拔道                 | 10                 | 舂磡角道           | 舂坎角消防局         |
| 11                 | 東山臺             | 司徒拔道                 | 11                 | 舂磡角道           | 舂磡角道11號         |
| 12                 | 大坑道             | 黃泥涌峽道               | 12                 | 赫蘭道             | 淺水灣道             |
| 13                 | 香港網球中心       | 黃泥涌峽道               | 13                 | 淺水灣道102號      | 淺水灣道             |
| 14                 | 黃泥涌水塘公園     | 黃泥涌峽道               | 14                 | 淺水灣道90號       | 淺水灣道             |
| 15                 | 聚豪居             | 淺水灣道                 | 15                 | 淺水灣別墅         | 淺水灣道             |
| 16                 | 南山別墅           | 淺水灣道                 | 16                 | 淺水灣海灘         | 淺水灣道             |
| 17                 | 曼克頓大廈         | 淺水灣道                 | 17                 | 麗景道             | 淺水灣道             |
| 18                 | 怡峰               | 淺水灣道                 | 18                 | 怡峰               | 淺水灣道             |
| 19                 | 麗景道             | 淺水灣道                 | 19                 | 曼克頓大廈         | 淺水灣道             |
| 20                 | 淺水灣海灘         | 淺水灣道                 | 20                 | 明慧園             | 淺水灣道             |
| 21                 | 保華大廈           | 淺水灣道                 | 21                 | 南山別墅           | 淺水灣道             |
| 22                 | 淺水灣道127號      | 淺水灣道                 | 22                 | 淺水灣道16號       | 淺水灣道             |
| 23                 | 赫蘭道             | 淺水灣道                 | 23                 | 蔚峰園             | 淺水灣道             |
| 24                 | 舂磡角道11號       | 舂磡角道                 | 24                 | 大潭水塘道         | 黃泥涌峽道           |
| 25                 | 舂坎角消防局       | 舂磡角道                 | 25                 | 香港網球中心       | 黃泥涌峽道           |
| 26                 | 環角道             | 舂磡角道                 | 26                 | 怡園               | 黃泥涌峽道           |
| 27                 | 舂磡角道72號       | 舂磡角道                 | 27                 | 寶雲道             | 司徒拔道             |
| 28                 | 舂坎角海灘         | 舂磡角道                 | 28                 | 紀園               | 司徒拔道             |
| 29                 | 環角徑             | 環角道                   | 29                 | 東山臺             | 司徒拔道             |
| 30                 | 觀音廟             | 環角道                   | 30                 | 司徒拔道花園       | 司徒拔道             |
| 31                 | 龍欣苑龍騰閣       | 環角道                   | 31                 | 肇輝臺             | 司徒拔道             |
| 32                 | 馬坑邨駿馬樓       | 環角道                   | 32                 | 香港華仁書院       | 皇大道東             |
| 33                 | 赤柱廣場           | 馬坑邨公共運輸交匯處     | 33                 | 胡忠大廈           | 皇大道東             |
|                    |                    |                          | 34                 | 聯發街             | 皇大道東             |
| 35                 | 太古廣場三座       |                          |                    |                    | 皇大道東             |
| 36                 | 太古廣場           | 金鐘道                   |                    |                    |                      |
| 37                 | 長江集團中心       |                          |                    |                    |                      |
| 38                 | 畢打街             | 畢打街                   | 畢打街             |                    |                      |
| 39                 | 中環（交易廣場）   | 中環（交易廣場）巴士總站 |                    |                    |                      |

## 外部連結
- 城巴/新巴網頁 新巴66線 （页面存档备份，存于）
- 新巴66線路線圖 （页面存档备份，存于）
- 681巴士總站 新巴66線 （页面存档备份，存于）